# Tréméreuc
Tréméreuc is een gemeente in het Franse departement Côtes-d'Armor, in de regio Bretagne. De plaats maakt deel uit van het arrondissement Dinan.

## Geografie
De oppervlakte van Tréméreuc bedraagt 4,1 km².

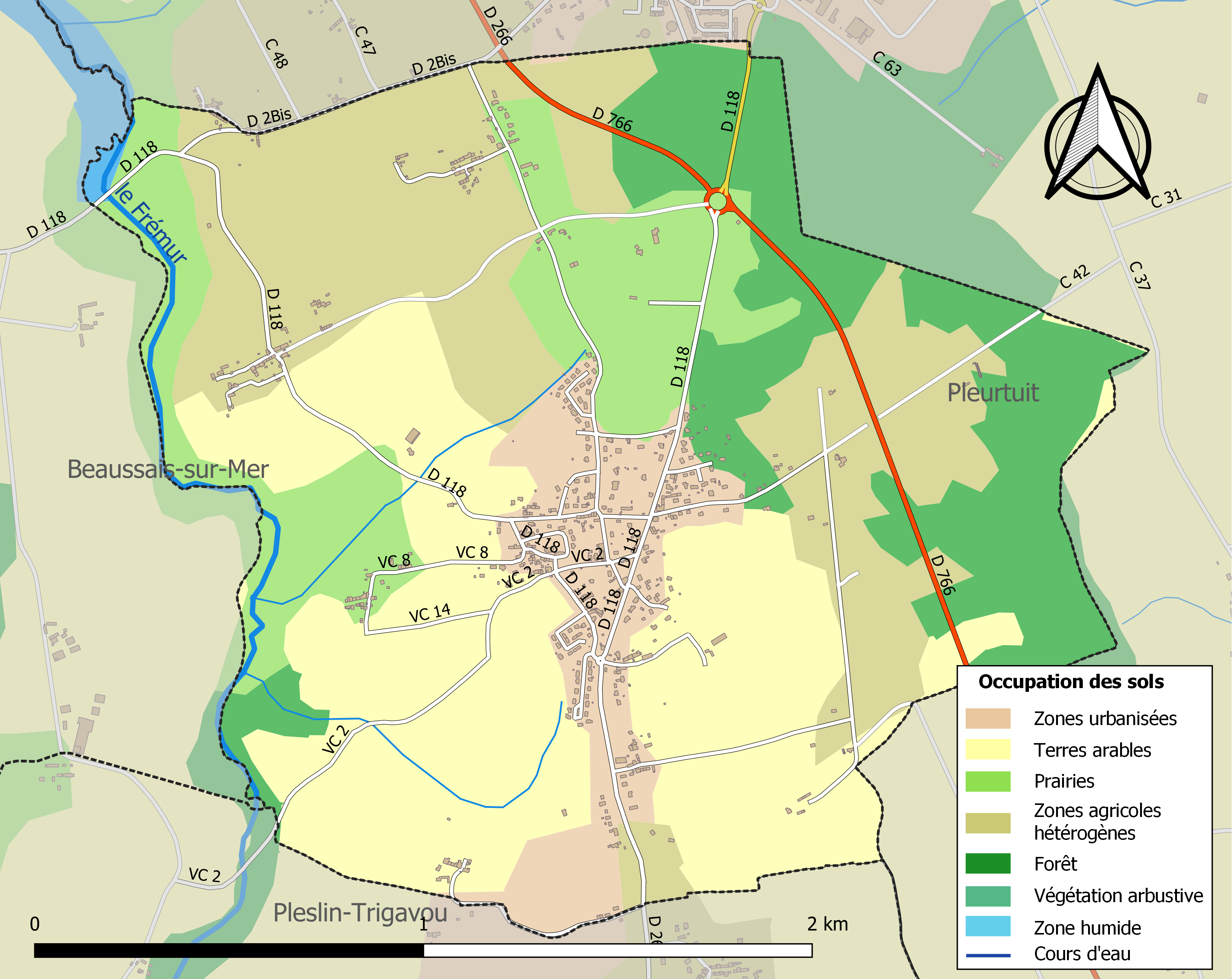
Kaart van de gemeente met de belangrijkste infrastructuur, bodemgebruik en omliggende gemeenten

## Demografie
Onderstaande figuur toont het verloop van het inwonertal (bron: INSEE-tellingen). 

1. ↑  Populations de référence 2022.